# Suite nr. 3 voor viool, altviool en strijkorkest
De Suite nr. 3 voor viool, altviool en strijkorkest is een compositie van Kurt Atterberg.

## Ontstaan en opzet
Atterberg componeerde in 1917 toneelmuziek voor Maurice Maeterlincks Zuster Beatrijs met als instrumentatie viool, altviool en orgel. Van de muziek is echter maar weinig meer bekend. Dat staat lijnrecht tegenover de suite, die Atterberg uit zijn totale muziek haalde: het werd een van zijn populairste stukken in Zweden. In de rest van de wereld is het werkje nauwelijks bekend.
De suite bestaat uit drie delen:
- Prelude, adagio
- Pantomime, moderato
- Vision, allegro moderato

## Discografie
- Uitgave Swedish Society: Stig Westerberg leidde leden van het Symfonieorkest van de Zweedse Radio met solisten Mircea Saulesco (viool) en Gideon Roehr (altviool)
- Uitgave BIS Records: Jan-Olof Wedin leidde het Stockholm Sinfonietta
- Uitgave Naxos:
  - Petter Sundqvist leidde het Kamerorkest van Zweden
  - Bjarte Engesett leidde het Dalasinfoniettan